# Garczegorze
Garczegorze (deutsch Garzigar, kaschubisch: Garczegòrze und Garczigôrz) ist ein Dorf in der polnischen Woiwodschaft Pommern und gehört zur Landgemeinde Nowa Wieś Lęborska (Neuendorf, Kreis Lauenburg/Pommern) im Powiat Lęborski (Kreis Lauenburg/Pommern).

## Geographische Lage
Die Ortschaft liegt in Hinterpommern, etwa sechs Kilometer nördlich der Kreisstadt Lębork (Lauenburg/Pommern) und 20 Kilometer südlich des Ostseeortes Łeba (Leba).   
Zum Ort führt die Woiwodschaftsstraße 214, die von Łeba kommend nach Lębork und weiter über Kościerzyna (Berent/Westpreußen) und Skórcz (Skurz) bis nach Warlubie (Warlubien) führt. Garczegorze ist Bahnstation an der Staatsbahnlinie 229 von Lębork nach Łeba. Die alte Bahnstrecke von Neustadt/Westpreußen über Chottschow nach Garzigar der Lauenburger Bahnen ist nicht mehr in Betrieb.

## Ortsname
Frühere Namensformen sind: Gorczegar (1348), Garczingar (1402), Garczegor (1437) und Gatzegar (1628).

## Geschichte
Der Siedlungsgrund, auf dem der Ort entstand,  ist alt. Darauf lässt der Fund einer gotischen Gerichtsurne mit Bronzeohrringen und eines Bronzespiralgewindes als Halsschmuck aus dem ersten Jahrtausend vor Christus schließen.
1348 übergab der Danziger Komtur des Deutschen Ordens, Heinrich Rechtir, den beiden Lokatoren Arnold und Wicken die Handfeste für das halbe Dorf, um es nach kulmischem Recht mit Siedlern zu besetzen. Damit ist Garzigar die älteste Ordensgründung auf Lauenburgischem Gebiet. Um das Jahr 1784 gab es im Dorf elf Vollbauern, zwei Kossäten, einen Büdner und insgesamt 19 Feuerstellen (Haushaltungen).

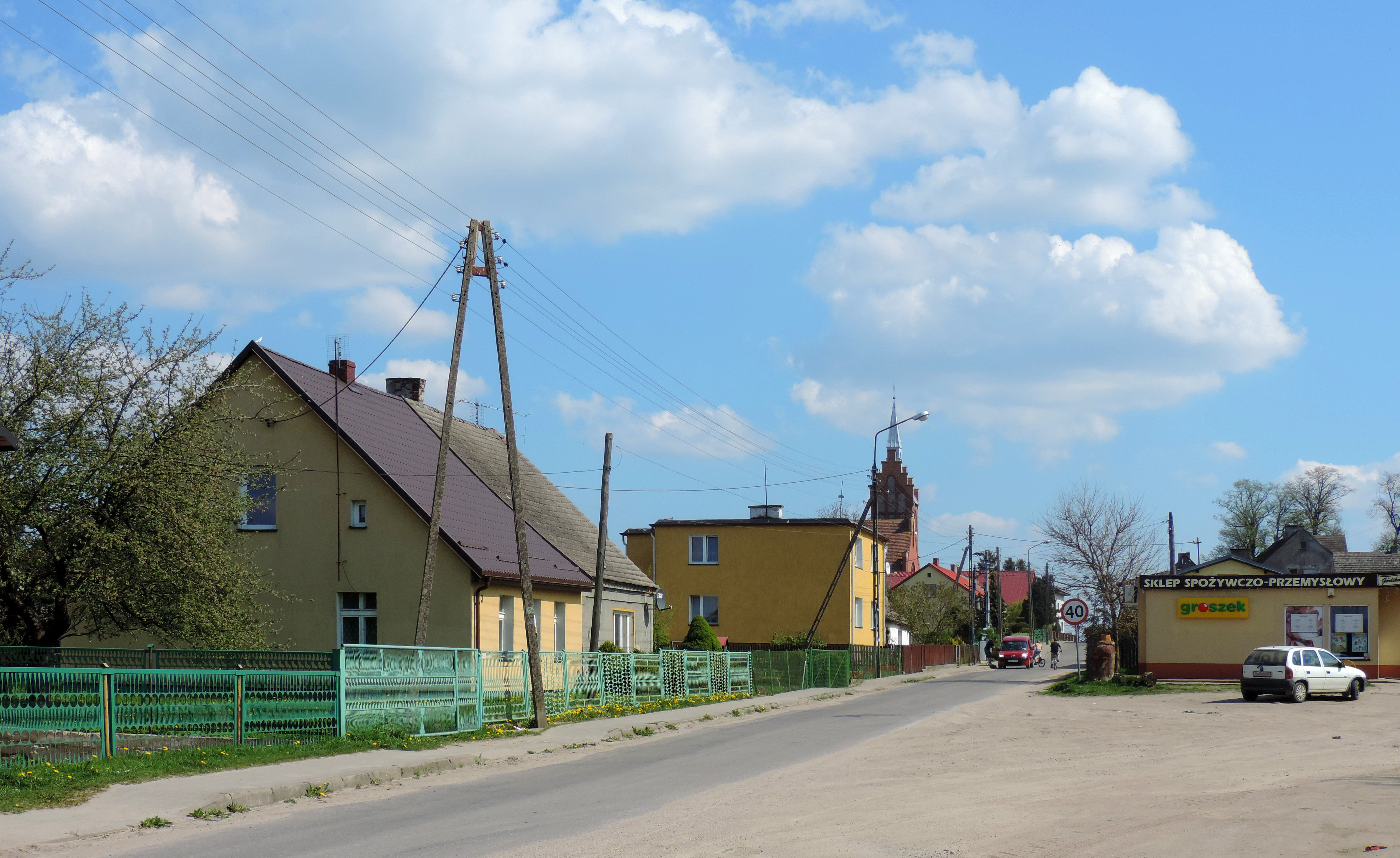
Ortsbild (Aufnahme von 2014)

1910 zählte das Dorf 507 Einwohner. Ihre Zahl stieg bis 1933 auf 693 und betrug 1939 noch 643. Zur Gemeinde gehörten die Ortschaften Johannisthal (heute polnisch: Janisławiec) und Obliwitz (Obliwice).
Garzigar gehörte 1945 zum Landkreis Lauenburg in Pommern im Regierungsbezirk Köslin der preußischen Provinz Pommern des Deutschen Reichs.
Gegen Ende des Zweiten Weltkriegs besetzte im Frühjahr 1945 die Rote Armee die Region. Nach Kriegsende wurde Garzigar zusammen mit ganz Hinterpommern unter polnische Verwaltung gestellt. Anschließend begann die Zuwanderung polnischer Zivilisten. Garzigar erhielt den polnischen Ortsnamen Garczegorze. In der darauf folgenden Zeit wurden die Alteinwohner aus Garzigar vertrieben.
Die Ortschaft gehört heute zur  Gmina Nowa Wieś Lęborska im Powiat Lęborski in der Woiwodschaft Pommern (1975 bis 1998 Woiwodschaft Słupsk). Garczegorze ist ein Schulzenamt und zählt heute 364 Einwohner.

## Bevölkerungsentwicklung
| Jahr | Einwohner | Anmerkungen                                |
| ---- | --------- | ------------------------------------------ |
| 1854 | 302       | [ 3 ]                                      |
| 1864 | 492       | [ 4 ]                                      |
| 1871 | 509       | davon 504 Evangelische und fünf Katholiken |
| 1905 | 541       | [ 6 ]                                      |
| 1925 | 735       | davon 726 Evangelische und neun Katholiken |
| 1933 | 693       | [ 8 ]                                      |
| 1939 | 643       | [ 8 ]                                      |

## Kirche

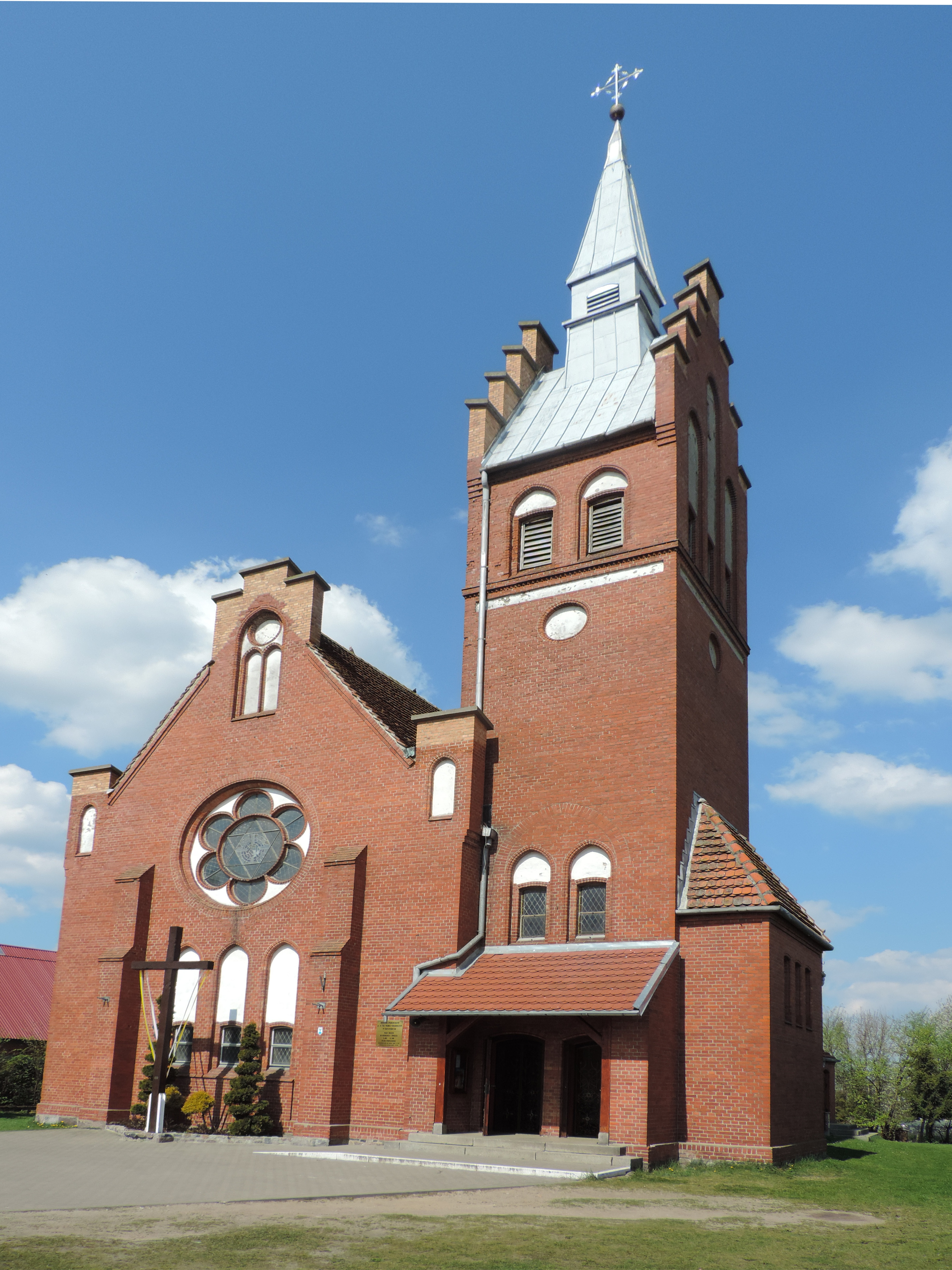
Kirche (Aufnahme von 2014)

Bereits vor dem Eintreffen des Deutschen Ordens besaß Garzigar eine Kirche, die – wie das jetzige Gebäude seit 1945 – der Hl. Maria Magdalena geweiht war. Die meisten Einwohner bekannten sich nach der Reformation zur lutherischen Lehre. Dennoch musste etwa 1641 die evangelische Gemeinde das Kirchengebäude auf Druck des Bischofs Maciej Łubieński von Kujawien und Pommern im Rahmen der Gegenreformation an die Katholiken abgeben. Sie wurde Tochterkirche von Lauenburg. Die evangelischen Christen mussten seitdem ihre Gottesdienste auf der Diele des Schulzenamtes abhalten, denn erst 1740 konnten sie sich eine eigene neue Kirche bauen.
Das den Katholiken überstellte Gebäude verfiel mehr und mehr und musste 1770 wieder neu errichtet werden. Nach nur 70 Jahren geriet dieses Gebäude erneut in Verfall und stürzte zusammen, nachdem die katholische Gemeinde hier bereits 1837 für erloschen erklärt worden war. Die evangelische Gemeinde konnte 1817 durch königliche Gnadengelder eine neue Kirche errichten.
Bis 1945 bestand das evangelische Kirchspiel Garzigar, zu dem 20 Ortschaften gehörten, darunter Kamelow (heute polnisch: Kębłowo Nowowiejskie), Obliwitz (Obliwice), Reckow (Rekowo Lęborskie) und Villkow (Wilkowo Nowowiejskie). Bis 1893 hatte Belgard an der Leba (Białogarda) als Filialkirche zum Pfarrsprengel Garzigar gehört, bis dann eine Neuordnung erfolgte. Der Ort Neuendorf b. Lauenburg (Nowa Wieś Lęborska) blieb bis 1945 mit zuletzt 1500 Gemeindegliedern eine Filialgemeinde von Garzigar, dessen Kirchspiel 1940 insgesamt 3100 Gemeindeglieder zählte. Es gehörte zum Kirchenkreis Lauenburg (Lębork) im Ostsprengel der Kirchenprovinz Pommern der Kirche der Altpreußischen Union.
Nach 1945 änderte sich die konfessionelle Lage in Garczegorze. Seither lebt hier eine überwiegend katholische Bevölkerung. Die St.-Maria-Magdalenenkirche wurde Pfarrkirche einer Pfarrei, zu der die Orte Darżkowo (Darschkow), Janisławiec (Johannisthal), Janowice (Groß Jannewitz), Janowiczki (Klein Jannewitz), Obliwice (Obliwitz), Pogorszewo (Puggenschow), Rozgorze (Rosgars) und Wilkowo (Villkow) gehören. Die Pfarrei liegt im Dekanat Łeba (Leba) im Bistum Pelplin der Katholischen Kirche in Polen. Hier lebende evangelische Kirchenglieder sind dem Pfarramt der Kreuzkirchengemeinde Słupsk (Stolp) in der Diözese Pommern-Großpolen der Evangelisch-Augsburgischen Kirche in Polen zugeordnet, das in Lębork (Lauenburg in Pommern) eine Filialkirche unterhält.